# 白英偉
白英偉，GLM（1958年—），前任澳門特別行政區警察總局局長。現已退休。1976年于澳門利宵中學預科畢業。他能說流利的廣東話、葡萄牙語、普通話及英語。

## 歷年職務
- 1977年至1983年工作于澳門工務局。
- 1983年10月正式加入澳門警隊，開始他的警隊生涯，當時任職副區長。
- 1989年晉陞為區長。
- 1995年1月獲第一屆“警官培訓課程”學士學位後，晉陞為副警司。
- 1996年至1998年分別晉陞為警司、副警務總長、及警務總長。
- 1998年修讀“指揮及領導課程”而晉陞為副警務總監，其後再晉陞為警務總監。
- 1999年3月任治安警察局局長。[2]
- 2001年9月任澳門特別行政區警察總局局長。
- 2004年12月4日再次被任命為澳門特別行政區警察總局局長。